# Чоканеле (Долж)
Чоканеле (рум. Ciocanele) насеље је у Румунији у округу Долж у општини Бралоштица. Oпштина се налази на надморској висини од 171 m.

## Становништво
Према подацима из 2002. године у насељу је живело 332 становника, од којих су сви румунске националности.